# Croome D'Abitot
Croome D'Abitot est une paroisse civile et un village du Worcestershire, en Angleterre.